# 郭修理
郭修理（觉士，Josiah Cox；1829年—1906年）英国循道公会传教士。
1853年，郭修理受循道公会差遣，前往中国传教，驻广州。1860年休假，郭修理受干王洪仁玕邀请，访问天京，原本拟在太平军中讲道，后因变故未果。转赴上海。
1862年，郭修理接受伦敦会传教士杨格非建议，由上海赴汉口，在湖北省开辟新的传教区。1863年2月21日，郭修理进入汉口，杨格非将汉正街中段沈家庙金庭公店（苏州洞庭西山商人的会馆）房屋以及沿汉水的汉正街一带，让给循道会布道,伦敦会转去下游的花楼街一带发展。循道会湖北教区的基地一直设在汉口汉正街的救世堂，并开办普爱医院，此后，循道会扩展到汉阳、武昌以及湖北其他地方，在武昌开办博文书院。
1863年，郭修理自汉口经岳阳旅行至湖南湘潭，途径长沙，不许在长沙停留。